# Grand Prix Hassan II 2013
Grand Prix Hassan II 2013 — тенісний турнір, що проходив на ґрунтових кортах у місті Касабланка, Марокко з 8 квітня. Належав до категорії ATP World Tour 250.

## Фінальна частина

### Одиночний розряд
Томмі Робредо —  Кевін Андерсон 7–6(8–6), 4–6, 6–3

### Парний розряд
Юліан Ноул /  Філіп Полашек —  Дастін Браун /  Крістофер Кас 6–3, 6–2